# Red 2
Red 2 är en amerikansk actionkomedifilm från 2013, i regi av Dean Parisot och med  manus av Jon och Erich Hoeber. Den är uppföljare till filmen Red (2010) och inspirerades av limited series-tidningen med samma namn, som skapades av Warren Ellis och Cully Hamner och publicerades av DC Comics utgivare Homage. I filmen medverkar bland andra Bruce Willis, John Malkovich, Mary-Louise Parker, Catherine Zeta-Jones, Lee Byung-hun, Anthony Hopkins och Helen Mirren. Red 2 hade premiär den 19 juli 2013.

## Rollista i urval
- Bruce Willis som Frank Moses[4]
- John Malkovich som Marvin Boggs[4]
- Helen Mirren som Victoria Winslow[5]
- Mary-Louise Parker som Sarah Ross[4]
- Anthony Hopkins som Dr. Edward Bailey[6]
- Catherine Zeta-Jones som Katya[7]
- Byung-hun Lee som Han Cho-Bai[7]
- Brian Cox som Ivan Simanov[8]
- David Thewlis som "Grodan"[9]
- Neal McDonough som Jack Horton[10]
- Titus Welliver som en högre chef för militära underrättelsetjänsten (ej krediterad)

## Produktion
I januari 2011 anlitade Summit Entertainment manusförfattarna Jon och Erich Hoeber för att skriva manus till en uppföljare av Red. Den hade varit en finansiell framgång och överträffat producenten Lorenzo di Bonaventuras förväntningar. Helen Mirren uppgav i mars 2011 att hon var redo att medverka i Red 2. I oktober 2011 gick Summit ut med att Red 2 skulle ha premiär den 2 augusti 2013, samt att filmen skulle "återförena laget av pensionerade CIA-agenter med några nya vänner, medan de använder sina kunskaper för att ta sig an nya fiender i Europa". I februari 2012 påbörjade Dean Parisot, mest känd för att ha regisserat Galaxy Quest och Fun with Dick and Jane, de slutgiltiga förhandlingarna om att regissera uppföljaren.
I maj 2012 blev det klart att Catherine Zeta-Jones och Lee Byung-hun skrivit på för att medverka i Red 2. Samma månad rapporterades det att Anthony Hopkins var påtänkt för rollen som skurken Edward Bailey, om en schemaläggningskonflikt kunde lösas med Thor: The Dark World. I juli 2012 påbörjade Neal McDonough förhandlingar om att medverka i filmen.
I augusti 2012 meddelades det att Red 2 skulle spelas in i Montreal med början i september. Staden valdes på grund av att provinsen Quebec erbjuder 25 procent skatteavdrag för filmer som spelas in där, samt för dess likhet med europeiska städer (filmens platser London, Paris och Moskva). När inspelningarna i Montreal var färdigställda rapporterades det att produktionen skulle filma i London, trots att Montreal redan hade ersatt London i en del scener. I september 2012 anslöt sig David Thewlis till rollistan som "Grodan", och i slutet av samma månad påbörjades inspelningen i Montreal. Produktionen flyttade senare över till Paris i mitten av oktober, samt till London i slutet av samma månad. I mars 2013 flyttade Summit filmens premiärdatum från den 2 augusti 2013 till den 19 juli samma år.
Det barndomsfoto som föreställer Han Cho-bai (Lee Byung-hun) och dennes far i filmen är bilder på Lee och hans framlidne far, som dog år 2000. Lees far var ett fan av Hollywoodfilmer och drömde om att själv bli skådespelare. När Lee delade med sig av berättelsen med regissören Dean Parisot blev denne så rörd att han bestämde sig för att inkludera Lees far i eftertexterna som en av huvudrollerna, trots att bilderna endast visas en kort stund i filmen.

## Mottagande
RED 2 hade premiär den 19 juli 2013 i Nordamerika. Under premiärhelgen drog filmen in $18,5 miljoner och slutade på en femte plats, vilket var lägre än de $21,8 miljonerna som dess föregångare spelade in i oktober 2010. Enligt opinionsundersökningar som utfördes vid utträdet från biograferna var 67% publiken över 35 år och 52% var män. Fram till den 8 september 2013 hade RED 2 spelat in $52 462 000 i Nordamerika och $119 562 000 globalt.

### Kritik
RED 2 har fått blandade recensioner från filmkritiker. Filmen har ett betyg på 42% på omdömeshemsidan Rotten Tomatoes, med ett genomsnittsbetyg på 5.4/10 baserat på 131 recensioner. Metacritic, som använder ett vägt medelvärde, tilldelade ett betyg på 47 av 100, baserat på recensioner från 38 kritiker.
Justin Chang på Variety kallade RED 2 för "En obligatorisk uppföljare som inte riktigt återskapar den sluga avslappnade njutningen som dess glada fåniga föregångare hade." Todd Gilchrist från The Wrap sa: "i en likgiltig uppföljare som ingen bad om förutom möjligtvis hans fordringsägare verkar [Bruce Willis] omotiverad att le över huvud taget, än mindre erbjuda känslor för att ge en trovärdig rolltolkning." Justin Lowe från The Hollywood Reporter sa: "Det är inte så att den inte är underhållande, men filmens premiss är långt gången över sitt bäst-före-datum, vilket har resulterat i en till hjälpligt tilltalande uppföljare som utmärker sig genom sin avsaknad av handling och stilbildande innehåll, men som hade haft potential att bli en livskraftig franchise." Betsy Sharkey från Los Angeles Times sa: "Det är ingen tvekan om att man hoppades att [Dean] Parisot skulle göra [samma sak] med actiongenren som han gjorde med Star Trek-universumet i [...] satiren Galaxy Quest. Han både har, och har inte gjort detta. Red 2 är en mer blandad kompott än vad den borde ha varit." Nicolas Rapold från tidningen The New York Times sa: "Bilar kränger, infiltrationsplaner som planerats i lathet genomförs, och våldet är rikligt och tandlöst."

## Uppföljare
I maj 2013 anlitade Lionsgate Jon and Erich Hoeber för att skriva manuset för en tredje film i serien.